# NGC 40
Az NGC 40 (más néven Caldwell 2 vagy Csokornyakkendő-köd) egy fiatal planetáris köd a Cepheus csillagképben.

## Felfedezése
A planetáris ködöt 1788. november 25-én fedezte fel William Herschel.

## Tudományos adatok
Joel Kastner  és Rodolpho Montez a Chandra röntgenteleszkóppal vizsgálták az objektumot. A ködösség anyagának nagy részét a középpontban található fehér törpe közel 50 ezer fokos hőmérsékletre hevíti. A néhány szűk hullámhossz-tartományban végzett mérések alapján a köd legforróbb részei egymillió foknál is melegebbek. A centrumban elhelyezkedő fehér törpéről közel 900 km/s sebességgel kiáramló anyag a korábban kidobott gázzal ütközve forrósítja fel azt és hozza létre az extrém forró területeket a ködben. Az ilyen forró zónák csak a fiatal planetáris-ködöknél jellemzőek, mivel később már a fehér törpe elektromágneses sugárzásának fűtőhatása a domináns, és az nem képes ilyen forró régiókat létrehozni.
A planetáris köd 20,4 km/s sebességgel közeledik felénk. A becsült kora körülbelül 4500 év. Átmérője 0,6 fényév (5,6763174·1015 m).